# Cascada Evantai
Cascada Evantai este o frumoasă cădere de apă de aproximativ 7 metri înălțime, ce are forma unui evantai. Locul de unde începe cascada este un izbuc, deoarece Valea Galbenei în amonte de cascadă curge prin subteran, cursul subteran se poate vedea printr-o peșteră situată în amonte de cascadă.
Cascada se găsește la jumătatea distanței dintre intrarea în Cheile Galbenei și Izbucul Galbenei.

## Ce pot vizita în apropierea Cascada Evantai?
Cheile Galbenei - cascada face parte din acestea.
Ghețarul Focul Viu - o peșteră cu gheață în care lumina și gheața crează imagini spectaculoase la orele amiezei.
Cetățile Ponorului - o adevărată cetate naturală - un gigantic fenomen carstic.
Avenul Bortig - un puț vertical ce adăpostește un bloc de gheață, accesibil doar cu echipament special.
Pietrele Galbenei - o panoramă superbă spre zona Padis.